# Ihor Jevdokimovics Turcsin
Ihor Jevdokimovics Turcsin (ukránul: Ігор Євдокимович Турчин, Szofijivka, 1936. november 16. – 1993. november 7.) ukrán származású kétszeres olimpiai- és világbajnok szovjet kézilabdaedző.

## Élete
A Kamianec-Podilszkiji Pedagógiai Intézetben (ma Kamianec-Podilszkiji Egyetem) diplomázott. 1962-ben alapította meg a Szpartak Kijev női kézilabdacsapatát, amellyel 1969 és 1988 között húsz alkalommal nyerte meg a szovjet bajnokságot, valamint rekordot jelentő tizenhárom alkalommal a Bajnokcsapatok Európa-kupáját.
1963 és 1991 között irányításával a szovjet válogatott kétszer nyert olimpiát és kétszer világbajnoki címet, utóbbi világeseményről összesen öt érmet szerzett.
1965-ben vette feleségül a világ akkori legjobbjának számító Zinajida Sztolityenkót, akitől egy lánya és egy fia született. Előbbi kézilabdázó, utóbbi kosárlabdázó lett. Utolsó éveiben szívproblémáival küzdött, 1993 novemberében egy Rapid Bukarest elleni EHF-kupa-találkozón kapott szívinfarktus következtében hunyt el. Emlékére rendezik meg a Turcsin-kupát. Halála után felesége vette át az ukrán válogatott és a Szpartak irányítását.

## Sikerei, díjai
Szpartak Kijev
- Bajnokcsapatok Európa-kupája-győztes: 1970, 1971, 1972, 1973, 1975, 1977, 1979, 1981, 1983, 1985, 1986, 1987, 1988
- Szovjet bajnok: 1969, 1970, 1971, 1972, 1973, 1974, 1975, 1976, 1977, 1978, 1979, 1980, 1981, 1982, 1983, 1984, 1985, 1986, 1987, 1988

Egyéni elismerései
- szovjet Becsületrend: 1971
- A Munka Vörös Zászló Érdemrendje: 1976, 1980
- A nemzetek barátságának rendje